# Suzan
 Suzan  es una población y comuna francesa, en la región de Mediodía-Pirineos, departamento de Ariège, en el distrito de Foix y cantón de La Bastide-de-Sérou.

## Demografía
| 26 | 24 | 23 | 19 | 17 | 17 |
| Para los censos de 1962 a 1999 la población legal corresponde a la población sin duplicidades (Fuente: INSEE [Consultar]) |    |    |    |    |    |